# Galeodes araneoides
Espèce
Synonymes
- Phalangium araneoides Pallas, 1772
- Solpuga arachnodes Lichtenstein, 1796
- Solpuga persica Lichtenstein, 1797
- Galeodes hector Pocock, 1895

Galeodes araneoides est une espèce de solifuges de la famille des Galeodidae.

## Distribution
Cette espèce se rencontre en Russie, en Ukraine, en Turquie, en Syrie, en Israël, en Égypte, en Irak, en Arménie, en Azerbaïdjan, en Iran, au Turkménistan, en Afghanistan et au Kazakhstan.

## Description

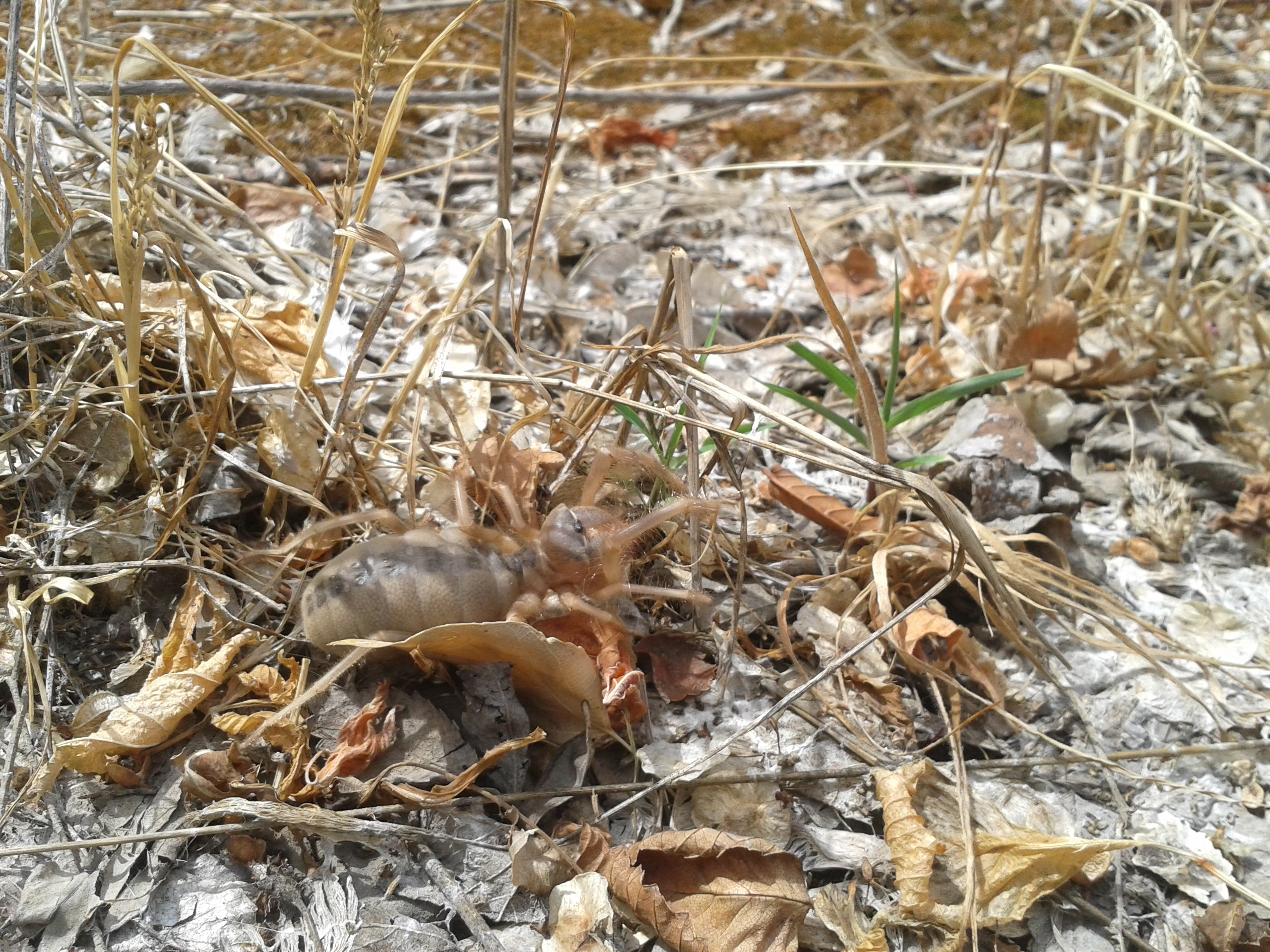
Galeodes araneoides

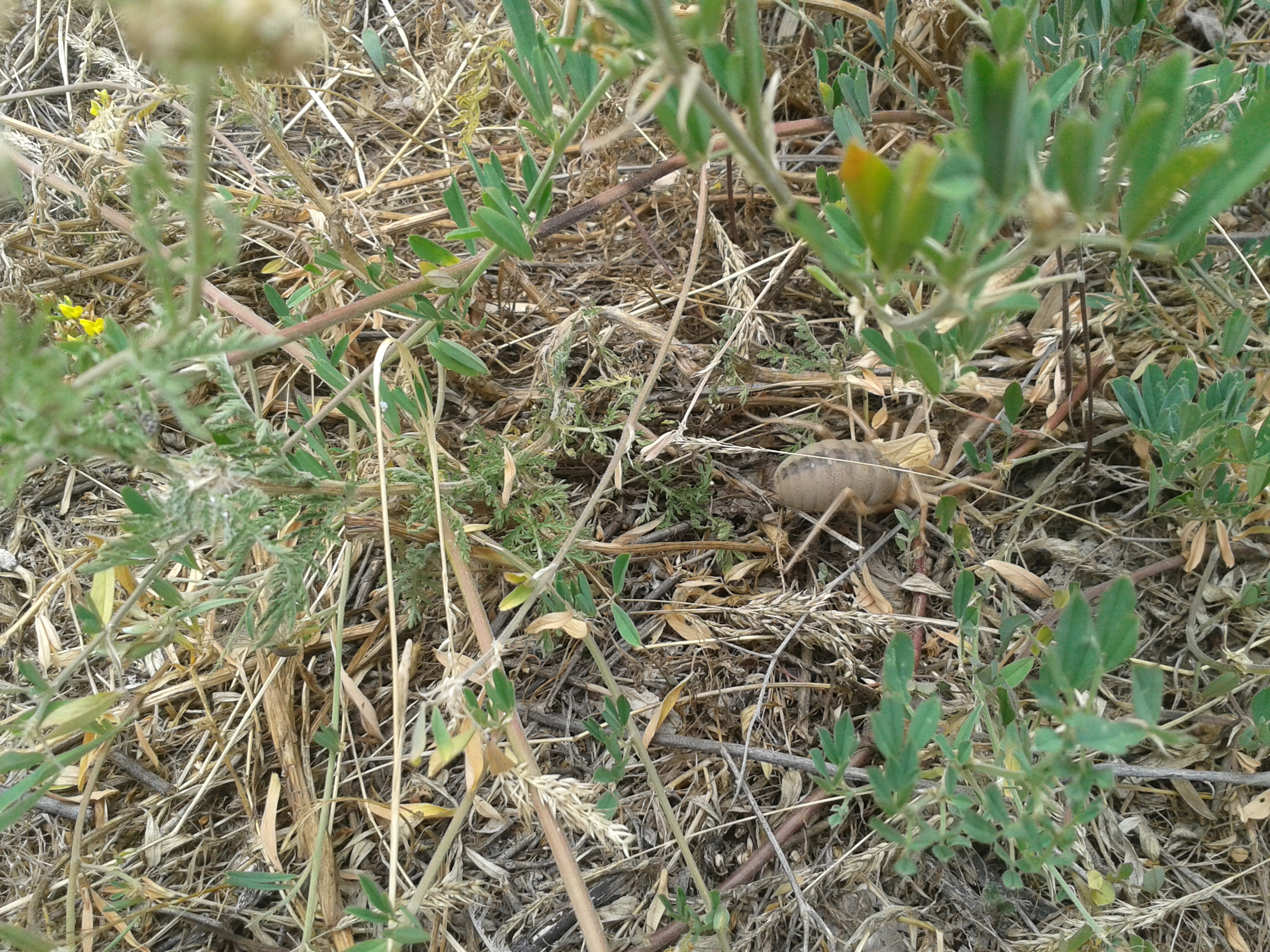
Galeodes araneoides

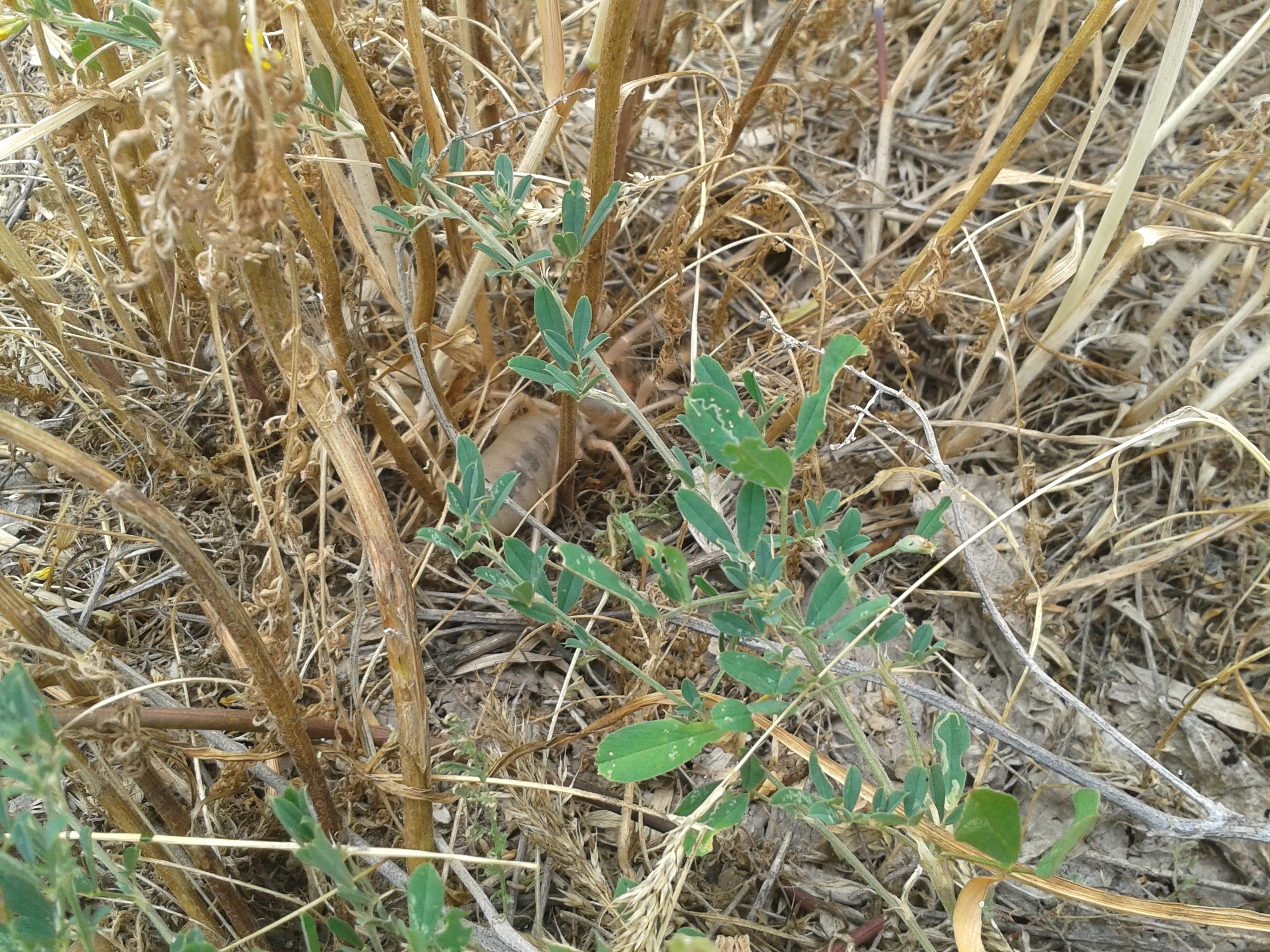
Galeodes araneoides

Les mâles décrits par Roewer en 1934 mesurent de 31 à  34 mm et la femelle 31 mm.

## Publication originale
- Pallas, 1772 : Spicilegia zoologica quibus novae imprimis et obscurae animalium species iconibus, descriptionibus atque commentariis illustrantur. Fasciculus nonus, p. 1-86.